# Hideyuki Nozawa
Hideyuki Nozawa (født 15. august 1994) er en japansk fodboldspiller, som spiller for den japanske fodboldklub Ehime FC.